# Stazione di Scurcola Marsicana
Stazione di Scurcola Marsicana vasútállomás Olaszországban, Scurcola Marsicana településen.

## Vasútvonalak
Az állomást az alábbi vasútvonalak érintik:
- Róma–Sulmona–Pescara-vasútvonal

## Kapcsolódó állomások
A vasútállomáshoz az alábbi állomások vannak a legközelebb:
- Stazione di Cappelle-Magliano
- Stazione di Villa San Sebastiano